# Los Angeles (Flying Lotus)
Los Angeles è il secondo album ufficiale del musicista statunitense Flying Lotus, uscito il 10 giugno 2008 per l'etichetta Warp Records. La copertina è stata disegnata da Timothy Saccenti.
L'album continua sua scia del precedente 1983, mostrando una produzione più curata, sperimentazioni di musica elettronica e inserti jazz rap.

## Tracce
1. Brainfeeder – 1:31
2. Breathe Something/Stellar Star – 3:20
3. Beginners Falafel – 2:28
4. Camel – 2:22
5. Melt! – 1:45
6. Comet Course – 3:01
7. Orbit 405 – 0:44
8. Golden Diva – 4:02
9. Riot – 4:02
10. GNG BNG – 3:38
11. Parisian Goldfish – 3:01
12. Sleepy Dinosaur – 1:55
13. RobertaFlack (feat. Dolly) – 3:07
14. SexSlaveShip – 2:14
15. Auntie's Harp – 0:55
16. Testament (feat. Gonjasufi) – 2:28
17. Auntie's Lock/Infinitum (feat. Laura Darlington) – 2:44